# بیداری
بیداری (به انگلیسی: Wakefulness) یک حالت مغزی و حالت هوشیاری تکرار شونده روزانه است که در آن فرد هوشیار بوده و درگیر پاسخ‌های شناختی و رفتاری منسجم با محیط بیرون است. بیداری برعکس حالت خواب بوده و در حالت  خواب بیشتر ورودی‌های خارجی مغز که از طریق حواس دریافت می‌گردد از پردازش عصبی حذف می‌شوند.
چرخه خواب و بیداری توسط بخش‌های مختلف مغز مانند هسته‌های هیپوتالاموس، تالاموس، مغز میانی و قشر مغز تنظیم و هماهنگ سازی می‌شود. هورمون‌های زیادی مانند ملاتونین، ارکسین، استیل کولین، کورتیزول و … نیز در این فرایند نقش دارند.

## اثرات روی مغز
نیاز به خواب با مدت زمان بیداری افزایش می‌یابد و با زمان سپری شده در خواب از بین می‌رود، فرآیندی که به آن هموستاز خواب می‌گویند. هنگام بیداری میزان آدنوزین داخل مغز افزایش می‌یابد و در صورت رسیدن به حد مشخص، احساس خواب آلودگی در شخص ایجاد می‌شود. در مقابل، در زمان خواب و مصرف قهوه یا کافئین میزان آدنوزین مغز کاهش می‌یابد و احساس خواب آلودگی و نیاز به خواب از بین می‌رود.
مغز برای حفظ شرایط مناسب خود، نیاز دارد که فعالیت‌ها و شلیک‌های عصبی نورون‌ها پایین باشد تا در زمان نیاز، انرژی را برای بخش‌های به خصوصی از مغز که در زمان‌های خاصی مانند حل یک مسئله فعال می‌شوند، ذخیره کند. هر چه مغز بیشتر بیدار بوده باشد، سرعت شلیک همزمان پالس‌های الکتریکی نورون‌های قشر مغز بیشتر می‌شود و پس از دوره‌های خواب مداوم، سرعت و همزمانی شلیک‌های نورون‌ کاهش می‌یابد.
یکی دیگر از اثرات بیداری کاهش گلیکوژن موجود در آستروسیت‌ها است که انرژی نورون‌ها را تأمین می‌کند. مطالعات نشان داده‌اند که یکی از عملکردهای اساسی خواب این است که منبع انرژیِ گلیکوژن را دوباره پر کند.

## تنظیم به وسیلهٔ مغز
بیداری توسط یک تعامل پیچیده بین چندین سیستم انتقال دهنده عصبی که در ساقه مغز به وجود و از طریق مغز میانی، هیپوتالاموس، تالاموس و ساختارهای هسته ای پیش مغز ادامه می‌یابد، ایجاد می‌شود. هیپوتالاموس خلفی نقش کلیدی در فعال سازی قشر مغز، که زمینه‌ساز بیداری است، ایفا می‌کند. چندین سیستم که در این قسمت از مغز منشأ می‌گیرند، تغییر حالت بیداری به خواب و خواب به بیداری را کنترل می‌کنند. نورون‌های هیستامینی در هسته توبرومامیلاری و هیپوتالاموس خلفی-جانبی مجاور آن، به کل مغز می‌رسند و مهم‌ترین سیستم تنظیم بیداری را تشکیل می‌دهند که تاکنون در مغز شناسایی شده‌است. ناحیه سوپراکیاسماتیک سیستم زمانی شبانه را به وسیلهٔ پروتئین‌های ساعت در یک بازه ۲۴ ساعته بیان و فرایند چرخه خواب، ترشح هورمون‌ها و سایر عملکرد بدن را تنظیم می‌کند. سیستم کلیدی دیگر، سیستمی است که توسط ارکسینها (همچنین به عنوان هیپوکرتین شناخته می‌شود) نورون‌ها را طرح‌ریزی می‌کند. این سازوکار‌ها در نواحی مجاور نورون‌های هیستامینی و مانند آنها، به‌طور گسترده در بیشتر نواحی مغزی وجود دارند و با برانگیختگی مرتبط هستند. کمبود اُرکسین یا تخریب نورون‌های تولیدکننده آن، یکی از دلایل بروز نارکولپسی شناخته شده‌است.
تحقیقات نشان می‌دهد که نورون‌های اورکسین و هیستامین نقش‌های متمایز، اما مکملی را در کنترل بیداری ایفا می‌کنند.
مطالعات عنوان می‌کند که جنین بیدار نیست و بیداری در نوزاد به دلیل استرس ناشی از تولد و فعال شدن لوکوس سرولئوس آغاز می‌شود.